# Remedios Amaya
Pour les articles homonymes, voir Amaya.
Remedios Amaya, nom de scène de María Dolores Amaya Vega (née le 1er mai 1962 à Séville) est une chanteuse espagnole de musique flamenco. Elle est la représentante de l'Espagne au Concours Eurovision de la chanson 1983 avec la chanson ¿Quién maneja mi barca?.

## Biographie
Née dans le quartier sévillan de Triana, sa vocation artistique vient de sa mère, originaire de Badajoz. Son oncle est le chanteur de Badajoz, Alejandro Vega. 
À Triana, elle rencontre des personnalités comme Fernanda et Bernarda de Utrera, El Chocolate, Terremoto de Jerez, La Perla de Cádiz, La Niña de los Peines et Enrique Morente.[réf. souhaitée] Elle commence à chanter à l'âge de onze ans sur la scène sévillane de Los Gallos. À seize ans, elle s'installe à Madrid, où elle se produit à La Venta del Gato et Los Canasteros.
Elle sort son premier disque en 1978 sous le nom de Remedios Amaya et commence à se produire dans les villes et villages d'Andalousie. Camarón de la Isla est sa référence musicale et l'un de ses principaux soutiens.
Elle est choisie en interne par la Televisión Española pour représenter l'Espagne au Concours Eurovision de la chanson 1983, qui se tient à Munich. La chanson flamenco rock ¿Quién maneja mi barca? n'obtient aucun point comme la Turquie et finit avant-dernière ou dernière des vingt participations.
Après cela, voulant basculer dans un style plus traditionnel, Amaya se retire de l'industrie musicale. En 1997, elle réapparaît avec un flamenco de style traditionnel. L'album Me voy contigo, produit par Vicente Amigo, se vend à 150 000 exemplaires.
En 2016, un cancer du sein l'oblige à quitter temporairement la scène.
En 2017, elle reçoit le Prix de la Culture Tzigane dans la catégorie Musique.

## Discographie
Albums
- Remedios Amaya (Epic Records, 1978)
- Cantaron las estrellas (Epic Records, 1979)
- Luna nueva (CFE, 1983)
- Seda en mi piel (CFE, 1984)
- Me voy contigo (EMI, 1997)
- Gitana soy (EMI, 2000)
- Sonsonete (EMI, 2002)
- Rompiendo el silencio (WMG, 2016)